# Тео, Теаоньи
Теаоньи Тео́ (фр. Teaonui Tehau; 5 января 1988, Таити) — таитянский футболист, полузащитник клуба «Венус». Игрок национальной сборной Таити с 2011 года.

## Карьера

### В сборной
В 2011 году полузащитник дебютировал в главной сборной страны. В 2012 году он был вновь вызван в национальную команду для участия в Кубке наций ОФК 2012. На соревновании таитянин забил один гол в ворота Самоа (итоговый счёт — 10:1 в пользу Таити), а также отличился в игре против Вануату (в третьей игре в группе). На том турнире коллектив с Таити впервые в своей истории занял первое место.

## Личная жизнь
У Теаоньи Тео есть двоюродные братья: близнецы — Лоренцо и Альвен, а также Джонатан. Все они также играют в сборной Таити по футболу.